# Đôn (họ)
Hiện nay ở Việt Nam chính thức có 2 dòng họ Đôn khác nhau. Họ Đôn Phương Cách (Quốc Oai - Hà Nội) và Họ Đôn Cầu Sơn (P25, Bình Thạnh - TP Hồ Chí Minh).
Theo Gia phả của Dòng họ Đôn Phượng Cách thì dòng họ Đôn tại đây có từ lâu đời nhưng xuất phát từ họ Nguyễn Đôn. Theo truyền thống trước đây, nam sinh ra được đặt trên là Nguyễn Đôn... còn nữ sinh ra thì được đặt tên là Đôn Thị.....  Chỉ đến năm 1929 mới chính thức chuyển thành họ Đôn đối với tất cả mọi người.
Nhóm FB của dòng họ Đôn (Phượng Cách): https://www.facebook.com/groups/706616262716991(link sai, chưa cập nhật).
Theo Gia phả Họ Đôn Cầu Sơn thì dòng họ này cũng đã xuất hiện từ thế kỷ 18 khi cụ cố Đôn Văn Cự theo chúa Nguyễn vào lập thành Gia Định và được phong đất tại khu vực Cầu Sơn-Bình Thạnh.
Nhóm FB của dòng họ Đôn (Cầu Sơn)
https://www.facebook.com/groups/706616262716991(chưa kiểm chứng độ an toàn). 